# Tmesisternus mehli
Tmesisternus mehli es una especie de escarabajo del género Tmesisternus, familia Cerambycidae. Fue descrita científicamente por Weigel en 2008.
Habita en Nueva Guinea Occidental. Esta especie mide 8,8-11,9 mm.